# ТЕС Usiminas
19°29′17″ пд. ш. 42°32′22″ зх. д. / 19.48806° пд. ш. 42.53944° зх. д.
ТЕС Usiminas — теплова електростанція у бразильському штаті Мінас-Жерайс, яка належить до комплексу металургійного комбінату у місті Іпатінга.
Один з найстаріших металургійних комбінатів Бразилії Usinas Siderúrgicas de Minas Gerais має власну електростанцію, яку започаткували ще в 1980 році. Тоді встановили дві парові турбіни від швейцарської компанії Brown Boveri потужністю по 20 МВт, які отримували живлення від запущених ще у 1973-му двох котлів Mitsubishi, де спалювали коксовий та доменний газ.
В 2003-му на доменній печі № 3 встановили додаткову турбіну потужністю 10 МВт (надалі цей показник довели до 18,8 МВт). Вона використовує енергію відхідних газів печі, які виходять з неї під великим тиском. Основне обладнання для цього проекту надійшло від японських компаній Marubeni та Kawasaki.
Нарешті, в 2008-му стали до ладу ще дві парові турбіни від Siemens загальною потужністю 63,2 МВт, які живляться від котлів, що також використовують вторинні горючі гази — коксовий, доменний, а також конвертерний. Відпрацьована ними пара використовується для технологічних потреб підприємства.